# Кинофестиваль в Тампере
Кинофестиваль в Тампере (англ. Tampere Film Festival, фин. Tampereen elokuvajuhlat) — ежегодный кинематографический фестиваль, проводимый в начале марта в финском городе Тампере. Международная федерация ассоциаций кинопродюсеров (FIAPF) аккредитовала кинофестиваль в Тампере как один из пяти фестивалей секции документального и короткометражного кино.

## История фестиваля
Начало формирования фестивала относится к концу февраля 1969 года, когда в Тампере состоялись «Дни короткометражного кино». Успех мероприятия превзошёл все ожидания. В  1970 году идейный вдохновитель и фанат кино Илкка Каллиомяки, заручившись поддержкой министерства образования, финской кинематографической ассоциации и руководства города Тампере, организовал первый полноценный кинофестиваль. В 2010 году фестиваль отметил свой сорокалетний юбилей.

## Конкурсная программа
Фестиваль является международным, и программа состоит из двух секций : национальный конкурс и международный конкурс. С самого начала Тампере привлекал молодых, подающих надежду энтузиастов кино. Юные лица здесь не только заполняют кинозалы, но и представляют свои работы на конкурс. Ещё одной отличительной чертой фестиваля является его подчеркнутая аполитичность. Для организаторов главным критерием для участия в программе всегда была приверженность режиссёров высшим идеалам киноискусства, но никак не идеологическая составляющая.
В ранние годы около сотни картин ежегодно участвовали в конкурсе. В 90-е годы их количество выросло до нескольких сотен, и в 2000 году было принято решение установить четкое число фильмов-конкурсантов фестиваля. В настоящее время для участия в национальной и международной программах допускается 120 работ, что представляет сложность для организаторов выбора, так как число заявок измеряется тысячами (в 2009 году было подано более 3000 заявок).

## Награды фестиваля
В конкурсе международных фильмов определяют обладателя Гран-при фестиваля и победителей в разделе анимации, фантастики и документального кино. Национальный конкурс имеет следующие призовые места : Главный приз, Специальный приз, Студенческая премия, Премия молодёжного жюри. Все победители награждаются специальными статуэтками с названием «Поцелуй». Также на конкурсе предусмотрены денежные призы: два главных фильма награждаются премиями в размере 5000 евро, остальные — 1500 евро.